# 태양의 눈물
《태양의 눈물》(Tears of the Sun)은 앤트완 퓨콰 감독의 2003년 전쟁 영화이다. 미국의 항공모함에 주둔한 네이비 씰 팀이 나이지리아 내전 당시 미국인 여의사 한 명을 구출하는 내용이다.
브루스 윌리스가 씰 팀의 현장 지휘관 워터스 대위(Lieutenant A.K. Waters)로 나온다. 모니카 벨루치가 구출대상인 미국인 여의사 리나 켄드릭스 박사(Dr. Lena Kendricks)로 나온다. 켄드릭스 박사는 미국인과 결혼하여 미국 국적을 취득했다.
네이비 씰은 켄드릭스를 구출하려 하나, 자신이 돌보고 있는 나이지리아 사람들을 인근 국격의 난민 수용소로 같이 데려가 줄 것을 요구하며 도움을 거절한다.
결국, 네이비 씰은 켄드릭스와 그녀가 치료하던 나이지리아 환자들을 모두 데리고 도보로 나이지리아를 탈출하며, 그들을 나이지리아 반군이 추적하며 교전한다.
영화 후반에 반군의 대규모 부대는 씰 팀을 따라잡아 전원을 사살하거나 부상을 입히며, 씰 팀은 항공모함(CVN-75)에 근접 항공 지원을 요청, F/A-18A 호넷 함재기 2대가 네이팜탄 공격으로 반군을 모두 소탕하고 여의사와 씰 팀 중 일부가 생존하는 것으로 영화가 끝난다.

## 배역
| 배우            | 배역                               |
| --------------- | ---------------------------------- |
| 브루스 윌리스   | Lieutenant A.K. Waters 워터스 대위 |
| 모니카 벨루치   | Dr. Lena Kendricks 닥터 켄드릭스   |
| 콜 하우저       | 제임스 "레드" 앳킨스               |
| 에이먼 워커     | 엘리스 "지" 페티그루               |
| 조니 메스너     | 켈리 "링크" 레이크                 |
| 닉 친런드       | 마이클 "슬로" 슬로벤스키           |
| 찰스 잉그럼     | 더미터리어스 "실크" 오언스         |
| 폴 프랜시스     | 대니 "독" 켈리                     |
| 채드 스미스     | 제이슨 "플리" 매브리               |
| 톰 스커릿       | 빌 로즈 대령                       |
| 아코수아 부시아 | 환자                               |

## 영화에 나오는 군용 장비들

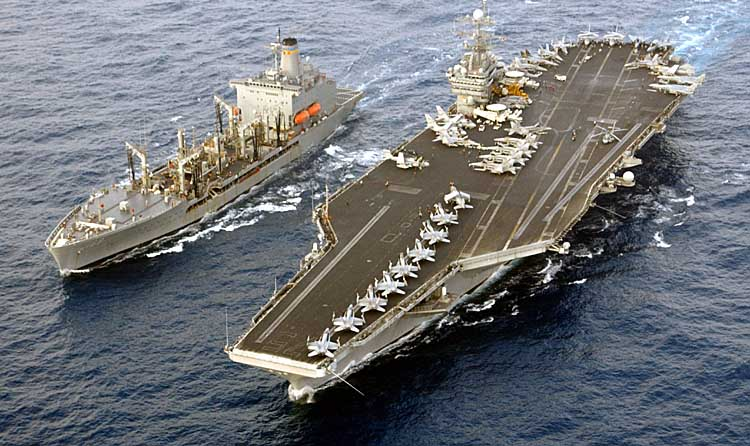
영화의 네이비 씰 팀이 주둔한 니미츠급 항공모함 CVN-75 USS 해리 S. 트루먼

니미츠급 항공모함인 USS 해리 S. 트루먼 (CVN-75)에서 촬영했다.
네이비 씰 팀을 지원하는 2대의 미 해군 F/A-18A 호넷은 VFA-204 리버 래틀러(River Rattlers) 소속이다. VFA-204는 뉴올리언즈 미국 해군 항공 기지에 배치되어 있는 미국 해군의 예비 공격 비행대대(squadron)이다. 미국 해군의 비행대대 목록 참고.
영화 후반부의 SH-60B 시호크 헬리콥터는 하와이주 오하우에 위치한 Kaneohe 해병대 기지의
HSL-37 이지 라이더 비행대대(squadron) 소속이다.